# Zack et Quack
Zack et Quack (graphié Zack & Quack)  est une série télévisée d'animation britannique en 39 épisodes de 11 minutes, créée par Gili Dolev et Yvette Kaplan et diffusée en première mondiale le 7 avril 2014 sur Nick Jr..
En France, la série a été diffusée à partir de 2014 sur Nickelodeon Junior. La saison 2 débute le 7 août 2017 sur la chaine.

## Synopsis
Zack est un garçon plein d'énergie, toujours accompagné de son meilleur ami Quack, un canard bleu facétieux et Kira, sa voisine. Dans le grand livre d'images animé dans lequel ils vivent, l'aventure est toujours au rendez-vous.

## Distribution
- Emilie Guillaume : Zack
- Alice Ley : Kira
- Alain Eloy : Monsieur Grenouille
- Sophie Frison : Zip et Hop
- Béatrice Wegnez : Pelote

- Version française
  - Société de doublage : VSI Paris - Chinkel S.A.
  - Direction artistique : Nathalie Stas
  - Adaptation des dialogues : Audrey Péon

## Production

### Fiche technique
- Titre français : Zack et Quack
- Création : Gili Dolev et Yvette Kaplan
- Réalisation : Gili Dolev
- Scénario : P. Kevin Strader
- Direction artistique : Erez Gavish
- Production : Simon Spencer
- Sociétés de production : High1 Entertainment, QQD Limited, Candy Bear
- Sociétés de distribution : Zodiak Media
- Pays de production :   Royaume-Uni
- Langue originale : anglais
- Format : couleur - HDTV - 16/9 - Dolby Digital 5.1
- Genre : Série d'animation, Aventure
- Nombre de saisons : 2
- Nombre d'épisodes : 78
- Durée : 11 minutes
- Dates de première diffusion :
  - Royaume-Uni : 7 février 2014
  - États-Unis : 7 avril 2014
  - France : 13 avril 2015

## Épisodes
Les épisodes peuvent être concaténés deux à deux pour former un épisode de 21 minutes. La diffusion considère 2 saisons.

### Première Saison (2015-2016)
1. (102a-101b) "Super Tirette" / Tirettosaurus-Rex (Super Popper / Pop A Saurus Rex), 14 avril 2015
2. (114) Les Tirettes De Pâques / "Festival D'Arts Pliastiques" (The Pop Up Easter Egg Hunt / Pop Art Festival), 24 avril 2015
3. (101a-102b) Grand Circuit À Tirettes" / "Tirettes De L'Ouest (Pop Up Speedway / Pop Along Cowboy), 13 avril 2015
4. (103) Cirque En Papier / "Monstre De Papier" (Zack & Quack Pop Up Circus / Pop Up Monster), 15 avril 2015
5. (107) Concours De Cerfs-Volants En Papier / "Fleur En Papier" (The Pop Up Kite Contest / The Poppy Up Flower), 21 avril 2015
6. (111) Mystère Et Boule De Papier" / "Un Minet Pas Si Mignon" (Pop Up Mystery / Pop To The Top), 25 mai 2015
7. (106) Tirette Express / "Bonhomme De Neige" (Pop Up Express / Pop Up Snowman), 20 avril 2015
8. (112) "Grande Course Des Tirettes Enneigées" / "La Légende De Toutântirette" (The Great Pop Up Ice Race / The Legend Of King Pop), 26 mai 2015
9. (104) "Chevaliers Du Royaume Des Tirettes" / "Boomerang À Tournette 3000" (The Knight Of Pop A Lot / The Poparang 3000), 16 avril 2015
10. (105) "Maison Sur La Lune" / "Hoquet Rebondissant" (Pop Up Moon Mission / Popping Hopping Hiccup), 17 avril 2015
11. (108) "Maîtres Ninjas Du Cache-Cache Tirettes" / "Poisson En Papier De Pelote" (Pop N Seek Ninja / Pop Up Pond Pet), 22 avril 2015
12. (109) "Ballon De L'Amitié" / "Champions De Ballon-Tirette" (The Popped Balloon / Pop Up Ball Hero), 23 avril 2015
13. (113) "Des Vacances De Canard" / "Tirettes Du Rock" (Pop Up Duck Vacation / Pop Idol), 27 mai 2015
14. (115) "Spectacle De Danse" / L'Anniversaire De Quack" (A Poptastic Dance For Two / Quack Pop Up Birthday Bash), 17 août 2015
15. (117) "Meilleur Pique-Nique Du Monde" / "Olympiades Des Tirettes" (The Best Pop Up Picnic Ever / The Pop Up Game), 19 août 2015
16. (110) "Champ De Citrouilles À Tirettes" / "Une Bête Dans Le Jardin À Tirette" (Pop Up Pumpkin Patch / Up Popped A Spider), 5 octobre 2015
17. (116) "Un Minet Pas Si Mignon" / "Cabane À Tirettes" (Not So Itty Bitty Pop Up Kitty / Pop Up Treehouse), 18 août 2015
18. (122) "Génie De La Lampe À Tirettes" / "Du Pop-Corn Pour La Soirée Cinéma" (Pop Up Genie / Movie Night Popcorn), 23 novembre 2015
19. (125) "Trésor Des Pirates À Tirettes" / "Roi De La Jungle À Tirettes" (Don't Pop Up The Pirate / Banana Pop), 26 novembre 2015
20. (118) "Musée À Tirettes" / "Journée Sans Fin" (The Pop Up Museum / The Never Ending Pop Up Adventure), 20 août 2015
21. (124) "Machine À Replier" / "Ranch À Tirettes" (The Tidy Popper Upper / Pop Up Posse To The Rescue), 25 novembre 2015
22. (126) "Scouts Des Tirettes" / "Défilé À Tirettes" (Pop Up Scout / Pop Up Parade), 27 novembre 2015
23. (121) "Soirée Camping" / "Montagnes Russes À Tirettes" (Pop Up Campout / The Pop Up Rollercoaster), 16 février 2016
24. (119) "Terrain De Skateboard À Tirettes" / "Tirette Man Et Canard Boy" (Pop Up Skate Park / Pop Up Up & Away), 15 février 2016
25. (123) "Mini Golf À Tirettes" / "La Recherche De La Montre À Tirettes" (Pop Up Golf / Where In The World Is Zack Pop Up Watch), 18 février 2016
26. (120) "Calendrier De L'Avent À Tirettes" / "Lettre Au Père Noël" (The Pop Up Christmas Calendar / Zack Christmas Letter), 14 décembre 2015

### Deuxième Saison (2017)
1. (202a-201b) Grincheux Au Pays Des Tirette / Attrape Kira La Spectacollaire! (Grumpy In Pop Up Land / Catch Kira Poptacular), 7 août 2017
2. (209) "Sorcière À Tirette Et Balais!" / "Doubles Du Canard" (Pop Witch & Broomstick / Double Duck), 9 octobre 2017
3. (201a-202b) "Tirette De Vœux" / "Canard Tire Fu" (Wish Upon A Pop Up / Pop Fu Duck), 8 août 2017
4. (203) "Tire-Ball Viking / "Un Échange À Tirette" (Viking Pop Ball / Pop Up Swap), 9 août 2017
5. (207) "Sœurs Patineuses" / "Pelote Et Les Ours À Tirette (Ice Pop Sister / Fluffy & The Pop Bear) 11 décembre 2017
6. (211) "Une Comète À Tirette" / "Fantôme De Tirefettis!" (Pop Up Comet / The Popfetti Phantom) 15  novembre 2017
7. (206) "Une Tirette Vers Mars" / "Noisette Dorée" (Pop Up To Mars / Pop The Golden Acorn), 4 septembre 2017
8. (212) "Action, Ça Tire!" / "Canard De Pliathon!" (License To Pop / Popathon Duck), 16 novembre 2017
9. (204) "Reine Des Perles À Tirette" / "Prince Crapaud À Tirettes (Pearly Pop Queen / Pop Up Toad Prince), 10 août 2017
10. (205) "Pégase À Tirette" / Ballon Éclaté (Pop Up Pegasus / Pop Goes The Balloon), 11 août 2017
11. (208) "Rescousse De Tirelot!" / "Gorilles À Tirette De L'Espace (Pop To The Rescue / Pop Up Space Gorilla), 13 novembre 2017
12. (210) "Pliastique Histoire Du Garçon Qui Rapetissait! / Docteur Tirette (Popcredible Shrinking Boy / Doctor Pop), 14 novembre 2017
13. (213) "Comptons Les Moutons À Tirette" / "Une Déchirure Au Musée" (Pop Up Counting Sheep / Pop Up Tearway), 17 novembre 2017